# Anolis clivicola
Anolis clivicola е вид влечуго от семейство Dactyloidae. Видът е незастрашен от изчезване.

## Разпространение
Разпространен е в Куба.